# Peter Biziou
Peter Biziou (membre de la BSC), né le 8 août 1944 au Pays de Galles (lieu indéterminé), est un directeur de la photographie gallois.

## Biographie
De 1965 à 2005, Peter Biziou est chef opérateur de vingt-cinq films (britanniques ou américains, ou encore coproductions), dont deux documentaires et quatre courts métrages. Deux de ces courts métrages, sortis en 1974, sont réalisés par Alan Parker, qu'il retrouve par la suite à l'occasion de quatre longs métrages, notamment Bugsy Malone (1976, avec Jodie Foster et Scott Baio) et Mississippi Burning (1988, avec Gene Hackman et Willem Dafoe).
Il collabore également avec les réalisateurs Adrian Lyne (deux films, dont 9 semaines 1/2 en 1986, avec Kim Basinger et Mickey Rourke), Jim Sheridan (Au nom du père en 1994, avec Daniel Day-Lewis et Pete Postlethwaite), ou encore Peter Weir (The Truman Show en 1998, avec Jim Carrey et Ed Harris), entre autres. Relevons aussi sa contribution à Monty Python : La Vie de Brian (1979, avec la troupe des Monty Python et réalisé par l'un d'eux, Terry Jones) et Bandits, bandits (1981, avec Sean Connery et deux membres de la même troupe, John Cleese et Michael Palin, et réalisé par un troisième membre, Terry Gilliam).
Mississippi Burning permet à Peter Biziou de gagner l'Oscar de la meilleure photographie en 1989, puis le British Academy Film Award de la meilleure photographie en 1990 (il aura une seconde nomination au prix britannique en 1999, pour The Truman Show).

## Filmographie partielle
Films britanniques, sauf mention contraire ou complémentaire
- 1974 : Our Cissy et Footsteps d'Alan Parker (courts métrages)
- 1976 : Bugsy Malone d'Alan Parker
- 1979 : Monty Python : La Vie de Brian (Monty Python's Life of Brian) de Terry Jones
- 1981 : Bandits, bandits (Time Bandits) de Terry Gilliam
- 1982 : The Wall (Pink Floyd : The Wall) d'Alan Parker
- 1984 : Another Country : Histoire d'une trahison (Another Country) de Marek Kanievska
- 1986 : 9 semaines 1/2 (Nine 1/2 Weeks) d'Adrian Lyne (film américain)
- 1988 : Un monde à part (A World Apart) de Chris Menges
- 1988 : Mississippi Burning d'Alan Parker (film américain)
- 1990 : Rosencrantz et Guildenstern sont morts (Rosencrantz and Gildenstern Are Dead) de Tom Stoppard
- 1992 : Fatale (Damage) de Louis Malle (film franco-britannique)
- 1992 : La Cité de la joie (City of Joy) de Roland Joffé (film franco-britannique)
- 1994 : Au nom du père (In the Name of the Father) de Jim Sheridan (film irlando-britannique)
- 1994 : Aux bons soins du docteur Kellogg (The Road to Wellville) d'Alan Parker (film américain)
- 1995 : Richard III de Richard Loncraine (film américano-britannique)
- 1998 : The Truman Show de Peter Weir (film américain)
- 2002 : Infidèle (Unfaithful) d'Adrian Lyne (film américain)
- 2004 : Les Dames de Cornouailles (Ladies in Lavender) de Charles Dance
- 2005 : Dérapage (Derailed) de Mikael Håfström (film américain)

## Nominations et récompenses
- Oscar de la meilleure photographie en 1989, pour Mississippi Burning (gagné).
- British Academy Film Award de la meilleure photographie :
  - En 1990, pour Mississippi Burning (gagné) ;
  - Et en 1999, pour The Truman Show (nomination).